# Le Livre noir du capitalisme
Le Livre noir du capitalisme (Sách Đen về Chủ nghĩa Tư bản) là một cuốn sách xuất bản tại Pháp năm 1998, như một phản ứng đối chọi với cuốn Le Livre noir du communisme (Sách Đen về Chủ nghĩa Cộng sản) xuất bản năm 1997. Không giống như cuốn trước, Le Livre Noir du Capitalisme không cố gắng cung cấp bản kiểm đếm đầy đủ các nạn nhân của hệ thống chính trị - kinh tế tư bản. Thay vào đó, cuốn sách gồm một loạt các bài tiểu luận độc lập từ nhiều tác giả, những người viết về những khía cạnh khác nhau của chủ nghĩa tư bản mà họ lựa chọn. Các chủ đề trải dài từ các cuộc buôn bán nô lệ châu Phi cho tới thời đại của toàn cầu hóa.
Một phụ lục trong cuốn sách cung cấp một bản danh sách không đầy đủ số người chết trong thế kỷ 20 mà Perrault tính toán là do hệ thống tư bản. Danh sách bao gồm cả những người chết trong hoặc ngoài chiến tranh, bao gồm khoảng 58 triệu người chết trong 2 cuộc chiến tranh thế giới, cộng với số người thiệt mạng bởi các cuộc chiến tranh xâm chiếm thuộc địa khác nhau, các cuộc chiến tranh chống cộng và các cuộc đàn áp, xung đột dân tộc, và một số nạn nhân của các nạn đói, từ đó tạo ra một danh sách không đầy đủ tổng cộng khoảng 100 triệu người chết do chủ nghĩa tư bản trong thế kỷ 20.
Biên soạn bởi Gilles Perrault, những đóng góp cho cuốn sách bao gồm các nhà sử học, xã hội học, kinh tế học, những thành viên công đoàn và các nhà văn: Caroline Andréani, François Arzalier, Roger Bordier, Maurice Buttin, François Chesnais, Maurice Cury, François Delpla, François Derivery, André Devriendt, Pierre Durand, Jean-Pierre Fléchard, Yves Frémion, Yves Grenet, Jacques Jurquet, Jean Laïlle, Maurice Moissonnier, Robert Pac, Philippe Paraire, Paco Peña, André Prenant, Maurice Rajsfus, Jean Suret-Canale, Subhi Toma, Monique và Roland Weyl, Claude Willard và Jean Ziegler. Cuốn sách cũng được dịch sang tiếng Ý và tiếng Séc.

## Các tác giả và nội dung
- Andreani Caroline là một sử gia. Cô viết về sự di cư trong thế kỷ 19 và 20 và sự đóng góp của chúng vào lịch sử của chủ nghĩa tư bản.
- Francis Arzalier, nhà sử học, giáo sư, giáo viên học viện đào tạo ở Beauvais, người đứng đầu của tạp chí châu Phi Ngày nay, viết các chương có tiêu đề "Châu Phi giành độc lập và "Chủ nghĩa cộng sản".
- Maurice Buttin, luật sư và là Chủ tịch Hiệp hội Pháp-Palestine, viết các chương có tiêu đề chủ nghĩa đế quốc, chủ nghĩa phục quốc Do Thái và Palestine.
- François Chesnais là một nhà kinh tế, tác giả của nhiều cuốn sách trong đó có Toàn cầu hóa của tư bản, Syros Editions, Paris, 1997. Ông viết các chương có tiêu đề "Sự toàn cầu hóa tư bản và các mối đe dọa man rợ."
- Maurice Cury là một nhà thơ, tiểu thuyết gia, nhà văn, biên kịch và nhà văn truyền hình. Cury là Chủ tịch Hội đồng nhân văn và Phó Chủ tịch của Liên minh Quốc gia soạn nhạc. Ông đã viết chương có tiêu đề "Sự Độc tài của Chủ nghĩa tự do".
- Francois Delpla là một sử gia chuyên nghiên cứu về Thế chiến II. Ông đã viết chương "Chiến tranh Thế giới II".
- François Derivery là một họa sĩ (Nhóm PR) thư ký của tạp chí Aesthetic Papers, phó tổng biên tập của tạp chí Speech. Ông đã viết hai chương: "Chiến tranh và trừng phạt: Các vụ thảm sát ở Việt Nam", và "Thảm sát và đàn áp ở Iran".
- Durand Pierre là Chủ tịch của Ủy ban cựu sinh viên của Buchenwald-Dora, một nhà báo và sử gia chuyên viết về Thế chiến II. Pierre đã viết hai chương: "Phản Cách mạng và sự can thiệp nước ngoài tại Nga (1917 - 1921)" và "Nguồn gốc của các cuộc chiến tranh và bùng phát của chủ nghĩa tư bản".
- Jean-Pierre Fléchard là nhà sử học, đã viết các chương có tiêu đề "Chiến tranh thế giới thứ nhất: 11,5 triệu người chết và 13 triệu người bị thương trong 3 năm rưỡi".
- Yves Fremion là một nhà báo, nhà văn, phó chủ tịch của mạng Voltaire. Ông đã viết các chương có tiêu đề "Giá một tiệm rượu là một ngàn trái bom... (phơi bày tội ác trong chiến tranh hiện đại)".
- Yves Grenet là một nhà kinh tế. Ông đã viết chương có tiêu đề "Chủ nghĩa Tư bản tấn công châu Á".
- Jacques Jurquet là một nhà văn, nhà hoạt động chống thực dân xuất thân từ một kháng chiến quân cộng sản. Ông đã viết hai chương, một về các tội ác diệt chủng ở Indonesia, và các chương khác có tiêu đề "Sự sáp nhập Phát xít của Đông Timor".
- Jean Laille là một phóng viên cho tờ Humanité. Ông đã viết chương có tiêu đề "Sự tái tập trung của Weiler: Một thế kỷ của sự diệt chủng ở Cuba".
- Robert Pac, nhà báo, bắt đầu tham gia trong phong trào quyền công dân hơn 25 năm trước đây trong cuộc đấu tranh cùng với người Mỹ gốc Phi, người dân bản địa châu Mỹ, và các dân tộc thiểu số khác ở châu Mỹ. Ông đã viết về sự diệt chủng người Mỹ bản địa, với các chương có tiêu đề "Cuộc hành trình dài của người Mỹ gốc Phi tại Hoa Kỳ: Những giấc mơ chưa có hồi kết".
- Philippe Paraire là một nhà văn, ông viết sách cho trẻ em, được xuất bản bởi Hachette Jeunesse. Ông đã viết các chương có tiêu đề "Một nền kinh tế nô lệ và chủ nghĩa tư bản: Một đánh giá định lượng, và các chương có tiêu đề " Những thây ma của toàn cầu hoá".
- Gilles Perrault đã viết đoạn giới thiệu, "Tại sao lại cần một cuốn sách về chủ nghĩa tư bản".
- Paco Pena là một giáo viên và nhà báo ở Chile. Ông đã viết chương có tiêu đề: "Sự can thiệp của Bắc Mỹ ở Mỹ Latinh"
- Andre Prenant là một nhà địa lý. Ông đã viết về các sự kiện tại Algérie từ 1830-1998.
- Tomas Subhi là một xã hội học gốc Iraq, đang sống lưu vong tại Pháp từ năm 1971. Đồng sáng lập tổ chức phối hợp quốc tế chống lại lệnh cấm vận, ông đã thực hiện một số nhiệm vụ tại Iraq kể từ cuộc chiến năm 1991. Ông đã viết về "Những nạn nhân của dầu mỏ ở Iraq".
- Jean Suret-Canale một tình nguyện viên kỳ cựu của tổ chức kháng chiến Thanh niên Cộng sản dưới lòng đất League từ 1939-1944, cựu thành viên của ủy ban trung ương Đảng Cộng sản Pháp, một giảng viên danh dự tại Đại học Paris VII về địa lý và lịch sử, tác giả của mười cuốn sách về châu Phi và thế giới thứ ba. Ông đã viết về nguồn gốc của chủ nghĩa tư bản và châu Phi dưới sự thống trị của chủ nghĩa đế quốc và chế độ thực dân Pháp.
- Monique và Roland Weyl, luật sư, viết chương có tiêu đề "Khi xoá bỏ chủ nghĩa tư bản vẫn là không đủ".
- Jean Ziegler là thành viên của quốc hội tại Geneva, Thụy Sĩ. Ông cũng dạy xã hội học tại Đại học Geneva. Đóng góp của ông cho cuốn sách là chương "Các ông chủ ngân hàng Thụy Sĩ: giết chóc không cần súng".[9]